# MTV Classic (Reino Unido e Irlanda)
MTV Classic fue un canal de televisión por suscripción musical británico, propiedad de ViacomCBS Networks UK & Australia. Fue lanzado en el Reino Unido e Irlanda el 1 de julio de 1999 con el nombre de VH1 Classic, y renombrado como MTV Classic el 1 de marzo de 2010.  

## Historia
Se centraba en videos y especiales musicales de la década de 1960 en adelante, a veces con contenidos de, al menos, las décadas de 1940 o 1950; por ejemplo "White Christmas" de Bing Crosby de 1942. También ha emitido, ocasionalmente videos de la década de 2000 y principios de la de 2010. 
"Video Killed the Radio Star" de The Buggles, el cual fue el primer video que se emitió en la MTV original de Estados Unidos en 1981, también fue el primer video musical que se  emitió cuando el canal fue rebautizado como MTV Classic el 1 de marzo de 2010. En ciertas fechas durante noviembre y diciembre, MTV Classic emite música con temática navideña, bajo la marca MTV Xmas. 
Desde el renombramiento, Viacom ha cambiado el nombre de otros canales internacionales como MTV Classic. El 1 de mayo de 2010, VH1 Australia pasó a llamarse MTV Classic y el 10 de enero de 2011, MTV Networks Europe lanzó una versión italiana del mismo canal, en sustitución de MTV Gold.
MTV Classic comenzó a transmitir en relación de aspecto de pantalla ancha el 6 de marzo de 2012.
El 31 de marzo de 2022 el canal finalizó sus emisiones, siendo reemplazado por MTV 80s UK, versión local de MTV 80s. La última canción transmitida fue Goodbye de Spice Girls.

## Señales temporales
Viacom ocasionalmente ha renombrado de forma temporal a MTV Classic para transmitir diferentes tipos de música.
- MTV Xmas: del 23 de noviembre al 27 de diciembre de 2013, el canal se renombró temporalmente como MTV Xmas, y solo reproducía música con temática navideña.[4] Esto se ha repetido anualmente, desde entonces. Después de siete años desde su estreno por el operador Sky, MTV Xmas ahora también está disponible por primera vez en Virgin Media UK a partir del 12 de noviembre de 2020, como reemplazo de VH1 Christmas (tras la llegada de MTV Classic a dicho operador tras el fin de VH1. VH1 Christmas se emitía en MTV Rocks).
- MTV Summer: del 1 de agosto al 1 de septiembre de 2014, el canal se renombró como MTV Summer; solo emitía música de temática veraniega. Se repitió del 29 de junio al 3 de agosto de 2015, reemplazando al renombramiento MTV Pride.
- MTV Love: del 29 de enero al 16 de febrero de 2015, el canal se renombró temporalmente como MTV Love, y solo reproducía canciones de amor. Este canal con cambio de marca temporal se usó como reemplazo de Viva hasta el cambio de marca a MTV OMG en marzo de 2018.
- MTV Pride: del 27 al 29 de junio de 2015, el canal se renombró temporalmente como MTV Pride, para coincidir con el Pride Weekend que celebra la diversidad y la igualdad del estilo de vida LGBT,  interpretando íconos de la música gay como Madonna, Kylie Minogue, Lady Gaga, Britney Spears, Cyndi Lauper, Donna Summer, Cher y Pink. Este fue reemplazado por MTV Summer el 29 de junio de 2015 y se repitió nuevamente del 24 al 27 de junio de 2016. Se trasladó a MTV OMG desde 2018.
- MTV 90s: del 27 de mayo al 24 de junio de 2016, el canal se renombró como MTV 90s reproduciendo videos musicales de la década de 1990 y algunos programas selectos de Nickelodeon de la época como Clarissa Explains It All y Kenan & Kel (posteriormente transmitidos en Trace Vault). El canal se lanzó de forma permanente en para Europa el 5 de octubre de 2020 en sustitución de MTV Rocks Europa.
- MTV 80s: del 28 de febrero al 31 de marzo de 2020, el canal fue rebautizado como MTV 80s, y al igual que MTV 90s, era un canal temático de la década de 1980, emitiendo videos musicales de aquella década. El canal fue lanzado permanentemente en Nueva Zelanda el 6 de julio de 2020 reemplazando la versión australiana de MTV Classic y posteriormente en Europa el 5 de octubre de 2020, reemplazando a VH1 Classic Europa. MTV Classic fue finalmente reemplazado por una versión 24 horas de MTV 80s el 31 de marzo de 2022.

## Disponibilidad
El canal está disponible en el Reino Unido en los operadores Sky, Virgin Media UK, BT TV y TalkTalk Plus TV. En Irlanda está disponible en Sky y Virgin Media Ireland.
MTV Classic estuvo con anterioridad disponible en Virgin Media UK, pero fue eliminado de la grilla el 28 de agosto de 2010, junto con MTV +1 y MTV Shows, para hacer espacio a Comedy Central HD. Regresó a la plataforma el 7 de enero de 2020, siendo reemplazo manual de VH1 tras el cese de transmisiones.

## Logotipos

1999-2010
2010-2011
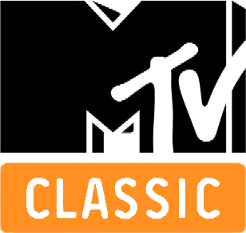
2011-2013
2013-2017
2017-2021
2021-2022